# Catholic Worker Movement
Das Catholic Worker Movement wurde am 1. Mai 1933 von Dorothy Day und Peter Maurin als katholische Sozialbewegung in den USA gegründet. Aus der Bewegung entstanden – zuerst in den USA, dann weltweit – „Houses of Hospitality“, die in persönlicher Atmosphäre auf verschiedene Art und Weise benachteiligten Menschen helfen (Obdachlose, Behinderte, Arme …). Die Mitarbeiter verzichten meist auf ein Gehalt und leben damit in freiwilliger Armut, um den Staat nicht durch Einkommensteuern zu unterstützen. Weitere Leitideen sind neben freiwilliger Armut die „persönliche Beziehung“, „Grüne Revolution“ und Gewaltlosigkeit. 
Seit den 1990er Jahren gibt es auch in Europa eine kleine Zahl von Organisationen, die sich als Teil der Catholic-Worker-Bewegung verstehen, so in Hamburg, Amsterdam, London, Gent und Dortmund.
Von der Bewegung wird seit den 1930er Jahren die sozialaktivistische Zeitung The Catholic Worker herausgegeben, die schnell Zuspruch in den armen, kommunistischen und pazifistischen Bewegungen fand. Die Zeitung wird immer noch monatlich für den symbolischen Preis von 1 US Cent verkauft.